# Итог Бородинского сражения
Итог Бородинского сражения является дискуссионным вопросом среди историков, исследователей и специалистов. В ходе сражения 26 августа (7 сентября) 1812 года Великая армия Наполеона ценой огромных усилий сумела отбросить русскую армию с её первоначальных позиций, захватить большинство полевых укреплений противника и причинить последнему тяжёлые потери. При этом, Наполеон не вводил в бой свою гвардию. Французская армия ночевала на поле битвы, в то время как Кутузов принял решение об отступлении русской армии.
Потери были значительными с каждой из сторон.

## Оценки участников битвы
Оба полководца записали на свой счёт победу. Точка зрения Наполеона высказана им в мемуарах:

Московская битва — моё самое великое сражение: это схватка гигантов. Русские имели под ружьём 170 тысяч человек; они имели за собой все преимущества: численное превосходство в пехоте, кавалерии, артиллерии, прекрасную позицию. Они были побеждены! Неустрашимые герои, Ней, Мюрат, Понятовский, — вот кому принадлежала слава этой битвы. Сколько великих, сколько прекрасных исторических деяний будет в ней отмечено! Она поведает, как эти отважные кирасиры захватили редуты, изрубив канониров на их орудиях; она расскажет о героическом самопожертвовании Монбрена и Коленкура, которые нашли смерть в расцвете своей славы; она поведает о том, как наши канониры, открытые на ровном поле, вели огонь против более многочисленных и хорошо укреплённых батарей, и об этих бесстрашных пехотинцах, которые в наиболее критический момент, когда командовавший ими генерал хотел их ободрить, крикнули ему: «Спокойно, все твои солдаты решили сегодня победить, и они победят!»

Данный абзац был продиктован в 1816 году. Через год, в 1817 году, Наполеон следующим образом описывал Бородинское сражение:

С 80 000 армией я устремился на русских, состоявших в 250 000, вооружённых до зубов, и разбил их…
Русский историк Михневич сообщил такой отзыв императора Наполеона о сражении:

Из всех моих сражений самое ужасное то, которое я дал под Москвой. Французы в нём показали себя достойными одержать победу, а русские стяжали право быть непобедимыми… Из пятидесяти сражений, мною данных, в битве под Москвой выказано [французами] наиболее доблести и одержан наименьший успех.

По воспоминаниям участника Бородинской битвы французского генерала Пеле, Наполеон часто повторял подобную фразу: «Бородинское сражение было самое прекрасное и самое грозное, французы показали себя достойными победы, a русские заслужили быть непобедимыми».
Кутузов в своей реляции императору Александру I писал:

Баталия, 26 числа бывшая, была самая кровопролитнейшая из всех тех, которые в новейших временах известны. Место баталии нами одержано совершенно, и неприятель ретировался тогда в ту позицию, в которой пришёл нас атаковать.

Однако далее Кутузов сообщал императору о необходимости продолжить отступление:
"Ваше императорское величество изволите согласиться, что после кровопролитнейшего и 15 часов продолжавшегося сражения наша и неприятельская армии не могли не расстроиться и за потерею, сей день сделанною, позиция, прежде занимаемая, естественно, стала обширнее и войскам невместною, а потому, когда дело идёт не о славах выигранных только баталий, но вся цель будучи устремлена на истребление французской армии, ночевав на месте сражения, я взял намерение отступить 6 вёрст, что будет за Можайском, и, собрав расстроенные баталиею войска, освежа мою артиллерию и укрепив себя ополчением Московским, в теплом уповании на помощь всевышнего и на оказанную неимоверную храбрость наших войск увижу я, что могу предпринять противу неприятеля."
Император Александр I  приказал напечатать реляцию в газетах, убрав фрагмент про большие потери и необходимость продолжить отступление. Эта отредактированная императором реляция породила легенду, о том что Кутузов  обманул императора.  Бородинское сражении было отпраздновано в Петербурге как победа. Князь Кутузов был произведён в генерал-фельдмаршалы с пожалованием 100 тысяч рублей. Барклай-де-Толли получил орден святого Георгия 2-й степени, князь Багратион — 50 тысяч рублей. Четырнадцать генералов получили орден святого Георгия 3-й степени. Всем бывшим в сражении нижним чинам было пожаловано по 5 рублей на каждого.
Победой считал Бородинское сражение командующий первой армией Барклай де Толли:

«26-го августа показали мы врагу нашему и целому свету как можем мы защищать себя!.. Известно, что он, отражённый от всех пунктов с бесчисленною потерею, удалился с места сего... беспримерного сражения»
Также безусловной победой считал Бородинское сражение генерал Дохтуров:

Потеряв множество убитыми, в семь часов вечера стал он (неприятель) отступать; что я видел своими глазами, а потому и полагаю сражение совершенно нами выигранным»

Командир 2-й сводно-гренадерской дивизии граф М. С. Воронцов считал сражение выгодной для русской стороны ничьёй: 

«По поводу Бородина я всегда думал, что у нас и других никогда не оценивали верно это ужаснейшее и кровопролитнейшее сражение новейших времён; то не была победа, как об этом донесли в первое время в Петербурге, оно не было поражением, потому что, кроме занятия Москвы, которого задолго следовало ожидать, все его последствия были нам благоприятны; воистину оно было могилой французской пехоты, которая с первых годов революции насчитывала 10 успехов на одно поражение, и во всех отношениях изменила политическое положение Европы»
Ничьёй считал сражение генерал Ермолов: 
«Победа пребыла обеим из противоборствующих сторон непреклонною. Неприятель мог достигнуть её превосходством знатных сил, россияне остались непобеждёнными отчаянным сопротивлением, объявшим ужасом их врагов».

## Потери
Бородинское сражение является одним из самых кровопролитных сражений XIX века и наиболее кровопролитным из всех однодневных, бывших до него. По самым скромным оценкам совокупных потерь, каждый час на поле погибало или получало ранения около 6000 человек, французская армия потеряла около 25 % своего состава, русская — около 30 %. Со стороны французов было сделано 60 тысяч пушечных выстрелов, с русской стороны — 50 тысяч.

### Оценки русских потерь
Численность потерь русской армии неоднократно пересматривалась историками. Разные источники дают разные числа:
- согласно 18-му бюллетеню Великой Армии (от 10 сентября 1812 г.), 12—13 тысяч убитых, 5 тысяч пленных, 40 генералов убито, ранено или попало в плен, 60 захваченных орудий. Общие потери оценены приблизительно в 40—50 тысяч[9];
- Ф. Сегюр, находившийся при штабе Наполеона, приводит совсем другие данные о трофеях: от 700 до 800 пленных и около 20 орудий[10];
- документ, озаглавленный «Описание сражения при селе Бородине, происходившего 26 августа 1812 года» (предположительно, составленный К. Ф. Толем), который во многих источниках называют «донесением Кутузова Александру I» и датируют августом 1812 г., указывает на 25 000 человек общих потерь, в том числе 13 убитых и раненых генералов[11];
- 38—45 тысяч человек, в том числе 23 генерала. Надпись «45 тысяч» выбита на Главном монументе на Бородинском поле, возведённом в 1839 году[П 2], также указана на 15-й стене галереи воинской славы храма Христа Спасителя[12];
- 58 тысяч убитыми и ранеными, до 1000 пленными, от 13 до 15 орудий[П 3]. Это число было получено суммированием данных о потерях 1-й армии (около 38 тысяч), взятых на основании сводки дежурного генерала после сражения, и потерь 2-й армии, которые были оценены историками XIX века совершенно произвольно в 20 тысяч. Эти данные перестали рассматриваться как достоверные ещё в конце XIX века, они не приняты во внимание в ЭСБЕ, где указано количество потерь «до 40 тысяч». Современные историки выяснили, что сводка по 1-й армии содержала также сведения о потерях 2-й армии, так как во 2-й армии не осталось офицеров, ответственных за отчёты;
- 42,5 тысяч человек — потери русской армии в книге С. П. Михеева, изданной в 1911 году[16].

Согласно сохранившимся ведомостям из архива РГВИА, русская армия потеряла убитыми, ранеными и пропавшими без вести 39 300 человек (21 766 в 1-й армии, 17 445 во 2-й армии), но с учётом того, что данные ведомостей по разным причинам неполны (не включают потери ополчения и казаков), историки обычно увеличивают это количество до 44—45 тысяч человек. Согласно Троицкому, данные Военно-учётного архива Главного штаба дают цифру 45,6 тысяч человек.

### Оценки потерь французов
Значительная часть документации Великой армии была утеряна при отступлении, поэтому оценка потерь французов чрезвычайно затруднительна. Вопрос об общих потерях французской армии остаётся открытым.
- Согласно 18-му бюллетеню Великой Армии, французы потеряли 2500 убитыми и около 7500 человек ранеными, 6 генералов убито (2 дивизионных, 4 бригадных) и 7—8 ранено. Общие потери оценены приблизительно в 10 тысяч человек[9]. В дальнейшем эти данные неоднократно подвергались сомнению, и в настоящее время никто из исследователей не рассматривает их как достоверные[19][20].
- «Описание сражения при селе Бородине», сделанное от лица М. И. Кутузова (предположительно, К. Ф. Толем[21]) и датированное августом 1812 г., указывает на более чем 40 000 человек общих потерь, в том числе 42 убитых и раненых генерала.
- Наиболее распространённое во французской историографии число потерь наполеоновской армии в 30 тысяч основывается на подсчётах французского офицера Денье, служившего инспектором при Главном штабе Наполеона, который определил общие потери французов за 3 дня сражения при Бородине в 49 генералов, 37 полковников и 28 тысяч нижних чинов, из них 6550 убитых и 21 450 раненых[22]. Эти цифры были засекречены по приказу маршала Бертье вследствие несоответствия с данными бюллетеня Наполеона о потерях в 8—10 тысяч и опубликованы впервые в 1842 году. Приводимая в литературе цифра 30 тысяч получена округлением данных Денье (с учётом того, что у Денье не учтены 1176 солдат Великой Армии, попавших в плен[23]).

Позднейшие исследования показали, что данные Денье сильно занижены. Так, Денье приводит число 269 убитых офицеров Великой армии. Однако в 1899 году французский историк Мартиньен на основе сохранившихся документов установил, что было убито не менее 460 офицеров, известных пофамильно. Последующие исследования увеличили это число до 480. Даже французские историки признают, что «поскольку приведённые в ведомости сведения о генералах и полковниках, выбывших из строя при Бородине, являются неточными и заниженными, можно предположить, что и остальные цифры Денье основаны на неполных данных».
- Наполеоновский генерал в отставке Сегюр определял потери французов при Бородине в 40 тысяч солдат и офицеров. А. Васильев считает оценку Сегюра тенденциозно завышенной, указывая, что генерал писал в царствование Бурбонов, при этом не отказывая ей в некоторой объективности[26].
- В российской литературе часто приводилось число французских потерь 58 478 человек. Это число основано на ложных сведениях перебежчика Александра Шмидта, якобы служившего в канцелярии маршала Бертье[П 4]. В дальнейшем эта цифра была подхвачена патриотическими исследователями, указана на Главном монументе[П 5].

Для современной французской историографии традиционная оценка французских потерь — 30 тысяч при 9—10 тысячах убитыми. Российский историк А. Васильев указывает, в частности, что количество потерь в 30 тысяч достигается следующими методами подсчёта:
1. сопоставлением данных о личном составе сохранившихся ведомостей за 2 и 20 сентября (вычет одной из другой даёт убыль в 45,7 тысяч) с вычетом потерь в авангардных делах и примерного количества больных и отсталых и
2. косвенно — сопоставлением с Ваграмским сражением, равным по численности и по примерному количеству потерь среди командного состава, притом что общее количество французских потерь в нём, по мнению Васильева, точно известно (33 854 человека, в том числе 42 генерала и 1820 офицеров; при Бородине, по мнению Васильева, считается потерь командного состава 1792 человека, из них 49 генералов)[19].

Потери генералитета сторон убитыми и ранеными составили у французов — 49 генералов, в том числе убитых 8: 2 дивизионных (Огюст Коленкур и Монбрен) и 6 бригадных. У русских выбыло из строя 26 генералов, однако в сражении участвовало всего 73 действующих русских генерала, в то время как во французской армии только в кавалерии было 70 генералов. Французский бригадный генерал был ближе к русскому полковнику, чем к генерал-майору.
Однако В. Н. Земцов показал, что расчёты Васильева ненадёжны, так как опираются на неточные данные. Так, согласно составленным Земцовым спискам, «за 5—7 сентября было убито и ранено 1928 офицеров и 49 генералов», то есть всего потери командного состава составили 1977 человек, а не 1792, как полагал Васильев. Проведённое Васильевым сопоставление данных о личном составе Великой армии за 2 и 20 сентября также, по мнению Земцова, дало неверные результаты, так как не были учтены раненые, вернувшиеся в строй за прошедшее после битвы время. Кроме того, Васильев учёл не все части французской армии. Сам Земцов, используя методику, аналогичную использованной Васильевым, оценил французские потери за 5—7 сентября в 38,5 тысяч человек. Также является спорной использованная Васильевым цифра потерь французских войск при Ваграме 33 854 человека — например, английский исследователь Чандлер оценивал их в 40 тысяч человек. Историк Д.Целорунго опираясь на известное число убитых и раненных офицеров Великой армии оценил общие потери войск Наполеона при Бородино в 38 000 человек
К нескольким тысячам убитых следует прибавить умерших от ран, а их число было огромно. В Колоцком монастыре, где находился главный военный госпиталь французской армии, по свидетельству капитана 30-го линейного полка Ш. Франсуа, за 10 следующих за сражением дней скончалось 3/4 раненых. Французские энциклопедии считают, что среди 30 тысяч жертв Бородина погибло и умерло от ран 20,5 тысяч.

## Оценки историков
Французский историк Ж. Мишле так оценивал результаты сражения:

Наполеон, который так сильно желал большого сражения, думая, что оно положит Россию к ногам его, выказал себя перед Москвой колеблющимся, нерешительным… Победа его была не полная, он очень мало воспользовался ею, не преследовал сильно ослабленных русских… Русские ушли и потом подкрепили свои войска и привели их в боевой порядок, Наполеон, следуя рутинной системе своей, воображал, будто выиграл все, взяв столицу…

Со времени выхода романа Л. Н. Толстого «Война и мир» (1863—1869) бытует мнение о моральной (нравственной) победе русской армии. «Не та победа, которая определяется подхваченными кусками материи на палках, называемых знамёнами, и тем пространством, на котором стояли и стоят войска, а победа нравственная…».
М. Н. Покровский:

… результаты Бородинского боя были несравненно ниже того, на что позволяли надеяться имевшиеся в распоряжении Кутузова данные. Он достиг того, что не был разбит наголову… К вечеру все наши позиции были в руках французов: неприятель имел двадцатитысячный совершенно не тронутый резерв, тогда как из русских армий вторая не существовала вовсе, а первая была почти совершенно расстроена… <…> … на другой день боя Наполеон оказался вдвое сильнее Кутузова… Причиной было крайне бестолковое расположение русских войск, теснившихся без всякой нужды на небольшом пространстве, так что неприятельские ядра могли бить все четыре линии наших вплоть до резервов.

С 1940-х годов в советской историографии установилось отношение к Бородинской битве как к фактической победе русской армии.
Согласно Е. В. Тарле:

Когда Кутузову представили ночью первые подсчеты, и когда он увидел, что половина русской армии истреблена в этот день, седьмого сентября, он категорически решил спасти другую половину и отдать Москву без нового боя. Это не помешало ему провозгласить, что Бородино было победой, хоть он и был удручен. Победа моральная была бесспорно. А в свете дальнейших событий можно утверждать, что и в стратегическом отношении Бородино оказалось русской победой все-таки больше, чем французской.

В наше время российские историки в целом считают, что исход Бородинской битвы был неопределённым. Согласно энциклопедии «Отечественная война 1812 года», «бездоказательным выглядит бытовавшее в советской литературе утверждение, что Наполеон потерпел поражение в этой битве». В ходе сражения ни один из противников не добился требуемого результата. Наполеон не разгромил русскую армию, а Кутузов не защитил Москву.
А. Б. Абалихин:

Чья это победа? На мой взгляд, ничья. Ни Наполеон, ни Кутузов не добились главных целей. Французский полководец намеревался разгромить русскую армию и заставить Россию заключить выгодный для него мир. Кутузов ставил задачу отстоять Москву. Об этом он писал Милорадовичу 11 августа.
Наполеон прекрасно понимал ситуацию, видел то ожесточение, с каким сражались солдаты русской армии, поэтому он и не ввел в сражение свою армию.

Многие зарубежные историки, которым вторят некоторые российские публицисты, рассматривают Бородино как несомненную победу Наполеона.
А. А. Васильев писал (1992):

Для меня здесь нет вопроса. Конечно, это была победа Наполеона, тактическая победа «по очкам», если применять боксерскую терминологию. То, что французы не разгромили русскую армию при Бородине, — неудивительно. При том соотношении сил, какое сложилось перед сражением, Наполеон вряд ли мог рассчитывать на какой-либо иной результат.
Его войска ценой огромных усилий сумели отбросить русскую армию с её первоначальной позиции, захватить большинство полевых укреплений противника и причинить последнему тяжелые потери. Но у них не было сил для широкого маневрирования, для обхода или окружения армии Кутузова. Кроме того, Наполеон прекрасно знал стойкость русских солдат. Это не испанцы или австрийцы… Чтобы разбить армию с такими высокими боевыми качествами, как армия Кутузова, да ещё к тому же находившуюся в обороне, Наполеону нужно было иметь хотя бы на 20-30 тысяч солдат больше. А у него всего 134 тысячи человек и 587 орудий против 116 тысяч русских регулярных солдат и 624 орудий (с казаками и ратниками ополчения у Кутузова было 157 тысяч человек).
Историки пытаются доказать, что Наполеон одержал при Бородине «пиррову победу», так как понес слишком тяжелые, невосполнимые потери. Спору нет, урон французских войск очень велик. Но какая, же это «пиррова победа», если армия Наполеона, будучи наступающей стороной, теряет около 30 тысяч человек убитыми и ранеными, в то время как русская армия, обороняясь на позиции, усиленной полевыми укреплениями, более 40 тысяч?
Успех французскому императору в Бородинском сражении обеспечили резервы. Как известно, он сохранил почти нетронутой свою гвардию. На следующий день после битвы к главным силам Наполеона присоединилась свежая итальянская дивизия генерала Пино (6 тысяч человек). Кутузов же после Бородина мог им противопоставить только егерскую бригаду, бесцельно простоявшую на Масловских флешах, да два мало пострадавших полка гвардейской пехоты (Преображенский и Семеновский).

В результате сражения французы заняли некоторые передовые позиции и укрепления русской армии, сохранив при этом резервы, оттеснили русских, но по окончании сражения отошли на исходные позиции. Русские отступили и оставили Москву. При этом русская армия сохранила боеспособность и моральный дух, то есть своей цели — разгрома русской армии — Наполеон так и не достиг.
По мнению профессора военной истории Военной академии США Ф. Кагана (PhD), — «русские смогли сдержать мощное наступление французов на деревню Бородино 7 сентября 1812 года, добившись заметной победы, хотя и очень дорогой ценой».
Старший преподаватель военных исследований в Королевской военной академии в Сандхерсте Г. Фремонт‑Барнс считает, что «Бородино лучше всего можно охарактеризовать как ничью или, возможно, техническую победу французов», так как они в дальнейшем вошли в Москву, но потери Наполеона были такого масштаба, что это стало для него «Пирровой победой». Мнения о пирровой победе придерживаются и некоторые другие историки. Российский историк Олег Соколов утверждает, что Бородино стало пирровой победой французов, которая в конечном итоге стоила Наполеону войны и его короны, хотя в то время ничего из этого не было очевидным. Соколов добавляет, что решение не вводить гвардию спасло русских от поражения в стиле Аустерлица, и приводит слова маршала Лорана де Гувиона Сен-Сира, одного из лучших стратегов Наполеона, который проанализировал сражение и пришел к выводу, что вмешательство гвардии разорвало бы русскую армию на куски и позволило бы Наполеону благополучно осуществить свои планы занять зимние квартиры в Москве и возобновить свою успешную кампанию весной или предложить приемлемые для царя условия мира.
Главным достижением генерального сражения при Бородине стало то, что Наполеон не сумел разгромить русскую армию, а в объективных условиях всей Русской кампании 1812 года отсутствие решающей победы предопределило конечное поражение Наполеона.
Бородинское сражение ознаменовало собой кризис французской стратегии решающего генерального сражения. Французам в ходе сражения не удалось уничтожить русскую армию, вынудить капитулировать Россию и продиктовать условия мира. Русские же войска нанесли существенный урон армии противника и смогли сохранить силы для грядущих сражений.